# Annegret Krischok

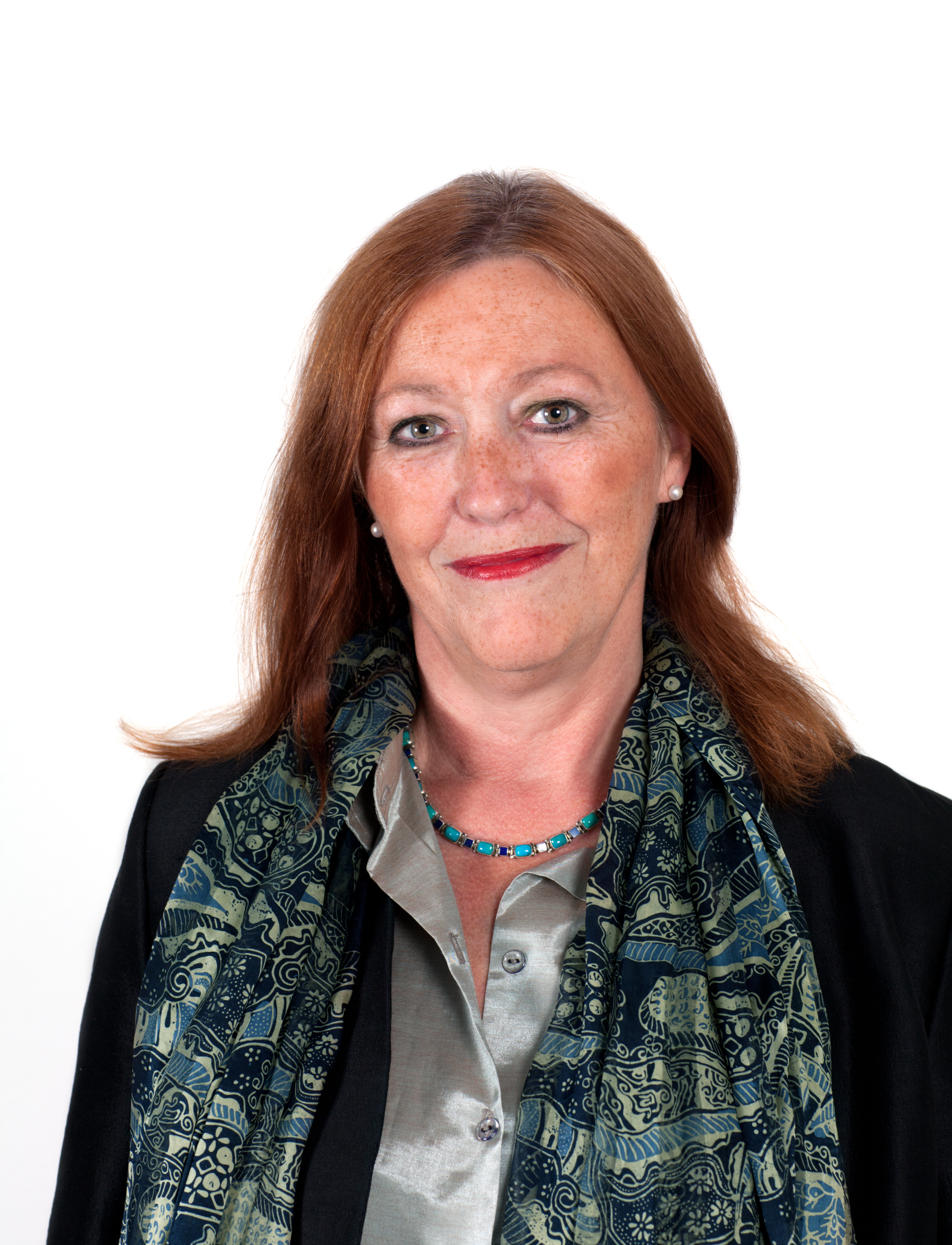
Annegret Krischok (2011)

Annegret Krischok (* 19. Oktober 1955 in Bochum) ist eine deutsche Politikerin der SPD und war von 2008 bis 2020 Mitglied der Hamburgischen Bürgerschaft.

## Leben und Beruf
Anne Krischok ist studierte Diplom-Umweltingenieurin und arbeitete seit 1981 in verschiedenen Umweltressorts der Freien und Hansestadt Hamburg, einige Jahre in der Senatskanzlei und ist seit Mitte 2002 Referentin in der Behörde für Gesundheit und Verbraucherschutz.

## Politik
Seit 1982 ist Annegret Krischok Mitglied von Ver.di (damals ÖTV) und seit 1988 in der SPD. Sie war von 1991 bis 1994 und von 1996 bis 2008 Vorsitzende des SPD-Distrikts Rissen-Sülldorf sowie von 1996 bis 2008 Mitglied im Kreisvorstand der SPD Altona.
Im Februar 2008 konnte sie bei der Bürgerschaftswahl über den Wahlkreis Blankenese als Abgeordnete in die Hamburgische Bürgerschaft einziehen. Dort war sie unter anderem Vorsitzende des Umweltausschusses.
In den Bürgerschaftswahlen 2011 und 2015 wurde Anne Krischok erneut in die Hamburgische Bürgerschaft gewählt. Zur Bürgerschaft 2020 trat sie nicht wieder an.